# Incydent na rzece Jangcy
Incydent na rzece Jangcy (ang. Yangtse Incident: The Story of H.M.S. Amethyst) – brytyjski dramat wojenny z 1957 roku w reżyserii Michaela Andersona. Zdjęcia kręcono w Ipswich w hrabstwie Suffolk. Premiera filmu odbyła się 14 czerwca 1957 roku.
W 1957 roku podczas 10. MFF w Cannes obraz Michaela Andersona startował w konkursie głównym o nagrodę Złotej Palmy.

## Obsada
- Tsai Chin
- Ralph Truman
- Richard Todd – komandor porucznik Kerans, Królewska Marynarka Wojenna
- William Hartnell – marynarz prowadzący Frank
- Akim Tamiroff – pułkownik Peng
- Donald Houston – porucznik Weston, Królewska Marynarka Wojenna
- Keye Luke – kapitan Kuo Tai
- Sophie Stewart – panna Charlotte Dunlap[3]